# Dietiltoluamide
La dietiltoluamide (DEET) è una sostanza presente nella maggior parte dei repellenti antizanzara in commercio, è uno degli insettorepellenti più efficaci; si presenta come un liquido oleoso inodore e di colore tendente al giallo. Protegge per 4-8 ore ed è più resistente al calore rispetto ad altri prodotti.

## Storia
La DEET fu sviluppata nel 1944 da Samuel Gertler del United States Department of Agriculture per l'esercito statunitense, seguendo la propria esperienza sulla guerriglia nella giungla durante la seconda guerra mondiale. Fu originariamente testata come fitofarmaco in agricoltura ed entrata nell'uso militare nel 1946 e in quello civile nel 1957. Fu usata nel Vietnam e nel sudest asiatico.
Nella sua formulazione originale denominata "bug juice", la soluzione di DEET fu di 75% DEET ed etanolo. Successivamente una nuova versione fu sviluppata dal U.S. Army e dal USDA; DEET e polimeri che estendono il rilascio di DEET e ne riducono l'evaporazione. Questa formulazione fu registrata dall'EPA nel 1991.

## Preparazione
Può essere preparata a temperatura ambiente convertendo l'acido m-toluico (acido 3-metilbenzoico) nel corrispondente acilcloruro e facendolo reagire con dietilamina.